# Kostomlátky
Kostomlátky är en ort i Tjeckien.   Den ligger i regionen Mellersta Böhmen, i den centrala delen av landet, 15 km nordost om huvudstaden Prag. Kostomlátky ligger 235 meter över havet och antalet invånare är 238.
Terrängen runt Kostomlátky är platt.Runt Kostomlátky är det ganska tätbefolkat, med 139 invånare per kvadratkilometer. Närmaste större samhälle är Prag, 15,4 km sydväst om Kostomlátky. Trakten runt Kostomlátky består till största delen av jordbruksmark.